# Brännö säteri
Brännö säteri var en sätesgård nära nuvarande Brännögård, Hylte kommun. Säteriet grundades av Carl Ludwig von Blumenthal på 1720-talet. 
Carl Ludwig var född 1684 i Mark Brandenburg. Han var gift med Dorothea Elisabet Isensen, f 1686 och de hade sju barn, sex döttrar och en son. Efter sitt avsked med majors rang 1721 inköpte han ett stort antal hemman i Torups socken. Bland dessa var Brännö gård, som blev hans residens. Han var även ägare till Gustavsberg, Kinnared, Fröslida och Övregård.
Carl Ludwig var av tysk börd och hade tjänstgjort i Karl XII:s armé. Efter avsked från Jönköpings regemente 1721 bosatte han sig på Brännö gård. Där bodde han med sin familj till sin död 1745. Hustrun Dorothea avled redan 1728 i barnsäng. Döttrarna gifte sig med svenska adelsmän, utom en, som dog ogift.

Äldsta dottern Sophia Dorothea gifte sig 1728 med faderns regementskamrat, överstelöjtnant Gabriel Ljungfeldt, vilka bosatte sig på Kinnareds gård.

Två av döttrarna gifte sig med två bröder Lilliehöök på Hjuleberg varav Charlotta med familj bosatte sig på Brännö gård.

Dorothea Elisabet (1717-1764) gifte 1749 sig med adelsmannen Carl Johan Bogeman (1714-1796) av adelsätten Bogeman.

Yngsta dottern Sabina Dorothea gifte sig 1756 med Johan Gustav von Schantz i adelsätten von Schantz och bosatte sig på "Bädden", senare Gustavsbergs säteri.

Sonen Cart Ludwig bosatte sig på sätesgården Dalshult i Slättåkra.
År 1815 sålde släkten Blumenthal säteriet med underliggande gårdar till f.d. kommissionslantmätare Carl Hernwall och hans hustru Gustava, född Kuylenstierna. När Carl avled 1838 tog sonen Carl Gustav Hernwall över egendomen. Han var gift tre gånger och avled 1886. Säteriet såldes samma år till lantbrukaren Anders Lindqvist. År 1893 inköptes gården av med tillhörande kvarn- och vattenfall i Kilan av fabrikör A. V. Andersson från Helsingborg. Han startade Brännö Väveri AB. När textilfabriken lades ner inköptes Brännö säteri 1938 av godsägaren Nils Stenmark (1876-1962).